# Alix Mathon
Pour les articles homonymes, voir Mathon.
Alix Mathon (1908-1985) est un écrivain, historien, essayiste, avocat et journaliste haïtien.

## Biographie

### Contexte politique
Alix Mathon est né en 1908 et connait durant toute sa jeunesse son pays sous l'occupation américaine. Les États-Unis débarquent à Port-au-Prince en 1915 et écrasent la révolte du peuple haïtien en faisant plus de deux mille morts. Les troupes américaines restent en Haïti jusqu'en 1934.

### Écrivain engagé
Alix Mathon est profondément marqué par cette occupation militaire et par le contrôle total que les États-Unis exercent sur le pays tant sur le plan économique que financier. Alix Mathon devient un écrivain nationaliste et indigéniste comme il le décrit lui-même. Il publia trois romans historiques (La Fin des baïonnettes, Le Drapeau en berne et La Relève de Charlemagne) pour dénoncer l'occupation d'Haïti et la violence militaire, économique et financière que son peuple a subi durant ces vingt années d'occupation.

### Avocat
Après des études de droit, Alix Mathon devient avocat. Il participe en tant qu'avocat, aux côtés de ses confrères Jean Brierre et Georges Chassagne, à la défense d'officiers militaires (notamment du lieutenant Raymond Chassagne) accusés dans un complot en 1957 en vue d'un coup d'État. Les divisions et les oppositions sont importantes au sein de l'armée durant la présidence de Léon Cantave,.

## Extrait
Dans son roman historique La Fin des baïonnettes, Alix Mathon exprime son analyse, sans illusion, sur ses concitoyens : 

« Il est un trait commun à la plupart des Haïtiens, c’est cette hantise de sauver la face. Au risque de sacrifier ses intérêts les plus élémentaires et dut-il mentir de façon éhontée, par ses propos, son comportement, il faut à l’Haïtien s’enfler en importance aux yeux des autres, des siens, même de lui-même. »

## Œuvres
- La Fin des baïonnettes, Éditions l'École des loisirs, Paris : 1972
- Le Drapeau en berne, à compte d'auteur, Port-au-Prince : 1974
- Témoignage sur les événements de 1957, Éditions Fardin : 1980
- La relève de Charlemagne suivi de Les cacos de la plume et Chronique romancée, Éditions Fardin : 1984
- Haïti un cas, Imprimerie Le Natal, Port-au-Prince : 1985